# Voglje (Šenčur, Slovenija)
Voglje je naselje u slovenskoj Općini Šenčuru. Voglje se nalazi u pokrajini Gorenjskoj i statističkoj regiji Središnja Slovenija. 

## Stanovništvo
Prema popisu stanovništva iz 2002. godine naselje je imalo 639 stanovnika.